# Air-India-Express-Flug 1344
Air-India-Express-Flug 1344 (Flugnummer IATA: IX1344, ICAO: AXB1344, Funkrufzeichen: EXPRESS INDIA 1344) war ein internationaler Linienflug der indischen Billigfluggesellschaft Air India Express vom Dubai International Airport in den Vereinigten Arabischen Emiraten zum Calicut International Airport in Indien. Am 7. August 2020 rollte die Boeing 737-8HG (WL) bei der Landung mit hoher Geschwindigkeit über das Landebahnende des Zielflughafens hinaus. Bei dem Flugunfall wurden mindestens 21 Menschen getötet, darunter beide Piloten und vier Kleinkinder. Den Unfall überlebten 169 Personen.
Es war der zweite schwere derartige Flugunfall dieser Fluggesellschaft: Im Jahr 2010 stürzte eine baugleiche Maschine der Air India Express auf dem Flughafen Mangalore auf dem Air-India-Express-Flug 812 ebenfalls hinter der Landebahn einen steilen Hang hinunter, wobei 158 Menschen starben.

## Flugzeug
Bei dem verunglückten Flugzeug handelt es sich um eine Boeing 737-8HG (WL) mit der Werknummer 36323 und der Modellseriennummer 2108. Der Erstflug der Maschine erfolgte am 15. November 2006, am 30. November 2006 folgte die Auslieferung an die Air India Express, welche die Maschine seitdem als einziger Betreiber flog. Das zweistrahlige Mittelstrecken-Schmalrumpfflugzeug mit dem Luftfahrzeugkennzeichen VT-AXH war mit zwei Turbofan-Triebwerken des Typs CFM56-7B27 und Winglets sowie einer Sonderbemalung India Gate / Gateway of India ausgestattet.

## Insassen
Den Flug von Dubai nach Kozhikode traten 184 Passagiere an, davon 10 Kleinkinder. Es befand sich außerdem eine sechsköpfige Besatzung an Bord. Sie setzte sich aus dem Flugkapitän, dem Ersten Offizier und vier Flugbegleitern zusammen. Auf dem internationalen Linienflug wurden aufgrund der grassierenden COVID-19-Pandemie überdurchschnittlich viele indische Gastarbeiter transportiert, die in Dubai gestrandet waren und im Auftrag der indischen Regierung in ihre Heimat zurückgeholt werden sollten.

## Hergang
Die Maschine hob um 10:15 Uhr UTC in Dubai zum Flug nach Kozhikode ab. Um 13:42 UTC (19:12 Uhr Ortszeit) wurde der erste Anflug auf die Landebahn 28 des Calicut International Airport aufgrund zu starken Rückenwindes abgebrochen. Aufgrund des durch die Monsunsaison herrschenden Starkregens war zudem die Sicht auf nur 2000 m begrenzt. Das Flugzeug verunglückte dann um 14:11 Uhr UTC (19:41 Uhr Ortszeit) bei einer weiteren versuchten Landung auf der Landebahn 10 dieses Flughafens – also derselben Bahn, in entgegengesetzter Richtung und auf einem abgeflachten Hügel gelegenen einzigen Landebahn dieses Flughafens. Nach dem späten Aufsetzen auf der Landebahn, etwa 100 m hinter dem Ende der empfohlenen Landezone, kam das Flugzeug nicht rechtzeitig zum Stillstand, sondern rollte mit hoher Geschwindigkeit (84,5 kt) über das Ende der Landebahn hinaus und ca. 30 m einen Hang hinunter. Beim anschließenden Aufprall riss die Bugsektion vom restlichen Rumpf ab und durchschlug beim finalen Aufprall eine Begrenzungsmauer. Anders als beim Zwischenfall von 2010 kam es nach dem Aufprall zu keinem Brand. Die Landung erfolgte mit einer Rückenwindkomponente von 12 Knoten, was über dem höchstzulässigen Wert lag.

## Opfer
Bei dem Unfall kamen 21 Personen ums Leben. Die Verletzten wurden in über 100 Rettungswagen in Krankenhäuser in Kozhikode und Malappuram eingeliefert; 127 Passagiere befanden sich am Tag nach dem Unfall immer noch dort in Behandlung. Bis zum 22. August erlagen zwei weitere Passagiere ihren Verletzungen. Damit erhöhte sich die Zahl der Todesopfer auf 20.
Am 8. August 2020 kündigte Air India Express die Zahlung einer vorläufigen Entschädigung an die Angehörigen der Unfallopfer und Verletzten an. Die Höhe beläuft sich auf ₹1.000.000 (ca. 13.000 €) für Verstorbene, die älter als 12 Jahre sind, ₹500.000 (ca. 6.500 €) für jüngere Verstorbene, ₹200.000 (ca. 2.600 €) für Schwerverletzte und ₹50.000 (ca. 650 €) für Passagiere, die leichte Verletzungen erlitten haben.

## Untersuchung
Die indische Generaldirektion für Zivilluftfahrt (DGCA) und das indische Büro für Flugunfalluntersuchungen (AAIB) wurden mit der Untersuchung des Zwischenfalls beauftragt. Die Flugschreiber konnten bereits am Tag nach dem Unfall geborgen werden. Der am 11. September 2021 veröffentlichte Untersuchungsbericht machte in erster Linie Pilotenfehler für den Unfall verantwortlich. Viele vorgeschriebene Verfahren seien nicht vorschriftsmäßig durchgeführt, bzw. befolgt worden. Die Piloten hätten es beispielsweise versäumt, die Daten für eine Landung bei schlechtem Wetter überschlagsmäßig zu berechnen und hätten vor dem ersten Landeversuch das Flugbegleitpersonal nicht angewiesen, sich anzuschnallen, was eine „sehr ernste Unterlassung“ und Gefährdung des Personals gewesen sei. Zum Unfall habe auch ein defekter Scheibenwischer beigetragen, der die Sichtverhältnisse bei starkem Monsunregen zusätzlich eingeschränkt habe.